# Gilbertolus atratoensis
Gilbertolus atratoensis är en fiskart som beskrevs av Schultz, 1943. Gilbertolus atratoensis ingår i släktet Gilbertolus och familjen Cynodontidae. IUCN kategoriserar arten globalt som livskraftig. Inga underarter finns listade i Catalogue of Life.